# 阿爾巴鎮區 (明尼蘇達州傑克遜縣)
阿爾巴鎮區（英語：Alba Township）是位於美國明尼蘇達州傑克遜縣的一個行政鎮區。

## 地方資料
阿爾巴鎮區的面積為91.34平方千米，當中陸地面積為91.29平方千米，而水域面積為0.05平方千米。根據2020年美國人口普查的數據，當地共有人口166人，而人口密度為每平方千米1.82人。